# Права ЛГБТ в Армении
Права ЛГБТ (лесбиянок, геев, бисексуалов и транс-людей) в Армении не получили отражения в законодательстве и в правовой и социальной сферах.
Однополые отношения были узаконены в Армении в 2003 году. Однако, несмотря на декриминализацию, положение местных лесбиянок, гомосексуалов, бисексуалов и транссексуалов (ЛГБТ) существенно не изменилось. Многие ЛГБТ-армяне, боясь быть социально отверженными со стороны своих друзей и семьи, скрывают свою сексуальную ориентацию или гендерную идентичность. В последнее время ЛГБТ-сообщество в Армении стало более тесно связанным с социальными сетями, хотя чувство страха и стремление к анонимности по-прежнему обусловлено консервативной культурой страны.
Гомосексуальность остаётся табуированной темой во многих частях армянского общества. В исследовании 2012 года 55 % респондентов заявили, что прекратят свои отношения с другом или родственником, если узнают, что он гей. Кроме того, это исследование показало, что 70 % армян считают ЛГБТ-людей «странными». Также, нет никакой правовой защиты для ЛГБТ-лиц, чьи права регулярно нарушаются. Армения занимает 47-е место из 49 европейских стран за права ЛГБТ, а Россия и соседний Азербайджан занимают соответственно 48-е и 49-е места. Молодое поколение армян по-прежнему не понимает многие проблемы ЛГБТ, вероятно, из-за культуры семьи, где молодые люди живут, пока не достигнут основной цели для многих армян — гетеросексуального брака.
Многие ЛГБТ-люди утверждают, что боятся насилия на рабочем месте или из своей семьи, и не подают заявления о нарушении прав человека или уголовном преступлении..
В 2011 году Армения подписала «совместное заявление о прекращении актов насилия и связанных с ними нарушений прав человека на основе сексуальной ориентации и гендерной идентичности» в Организации Объединённых Наций, осуждая насилие и дискриминацию в отношении ЛГБТ-людей..

## Законность однополых сексуальных отношений
До 2003 года законодательство Армении соответствовало соответствующей статье 121 Уголовного кодекса бывшего Советского Союза, в которой предусматривалась уголовная ответственность за анальное совокупление между мужчинами. Фингеринг и лесбийский секс между взрослыми прямо не упоминался в законе как уголовное преступление.
Конкретной статьей Уголовного кодекса является 116 статья, относящаяся к 1936 году, и максимальное наказание составляло 5 лет.
Закон о борьбе с гомосексуализмом наряду со смертной казнью был отменён в преддверии вступления Армении в Совет Европы В декабре 2002 года Азгаин Жогов (Национальное собрание) утвердил новый уголовный кодекс, в котором анти-гомосексуальная статья была удалена. 1 августа 2003 года президент Армении Роберт Кочарян ратифицировал его, прекратив десятилетия репрессий против геев в Армении.
В 1996 году было возбуждено 7 уголовных дел и 4 в 1997 году по закону (согласно Amnesty International) и 4 в 1999 году (согласно Комитету по правовым вопросам и правам человека Совета Европы).
В 2001 году местная правозащитная НПО «Хельсинкская ассоциация» опубликовала через свой сайт рассказ о 20-летнем парне.. В 1999 году молодой человек был приговорен к 3 месяцам тюремного заключения за секс с другим мужчиной. Он был последним осужденным в соответствии со статьей 116. В своих показаниях он осудил жестокое обращение тюремной охраны, а также и коррумпированного судью, который сократил срок его заключения за взятку в размере 1000 долларов. Медиатизация его дела объявила первый каминг-аут в Армении.
Возрастом согласия является 16 лет, независимо от пола и сексуальной ориентации.

## Признание однополых браков
Однополые браки в Армении официально не признаются, а любые другие формы семейных союзов (в том числе фактический брак) ни для однополых, ни для разнополых пар действующим законодательством не предусмотрены.

## Усыновление и воспитание детей
По состоянию на 2023 год Армения не разрешает однополым парам усыновлять детей, и нет никаких известных дебатов вокруг такого законодательства.

## Защита от дискриминации
Несмотря на то, что Армения была одной из первых стран в регионе, которая одобрила декларацию ООН о сексуальной ориентации и гендерной идентичности в декабре 2008 года, по состоянию на январь 2023 года не существует законодательства, защищающего ЛГБТ-лиц от дискриминации. Опрос, проведенный в 2011 году, показал, что более 50 % людей в Армении «равнодушно уйдут», если они будут свидетелями насилия в отношении ЛГБТ, подчеркнув закрепленные культурные убеждения в отношении гомосексуальности.

## Военная служба
По данным Хельсинкского комитета прав человека в Армении, в 2004 году постановление Министерства обороны фактически запретило геям служить в вооруженных силах. На практике геи отмечаются как «психически больные» и отправляются к психиатру..

## Условия жизни

### Насилие и гомофобия
Осенью 2004 года, в связи с объявлением основателя крайне правой группировки ААС (Армянский арийский союз) Армена Аветисяна о том, что некоторые высшие должностные лица Армении являются гомосексуалистами, различные члены парламента инициировали жаркие дебаты, которые транслировались по общественному телеканалу. Парламентарии заявили, что любой член парламента, признанный геем, должен уйти в отставку — такое мнение разделяет советник президента по национальной безопасности Гарник Исагулян..
В мае 2012 года подозреваемые неонацисты совершили два поджога в принадлежащем лесбиянкам пабе в столице Армении Ереване. Armenian News сообщили, что во время второго нападения 15 мая группа молодых людей прибыла в гейский рок-паб около 6 вечера, где они сожгли плакат бара «Нет фашизму» и нарисовали нацистскую свастику на стенах. Это произошло сразу же после первого нападения, совершенного ранее 8 мая, когда в окно рок-паба была брошена зажигателная бомба..
В мае 2018 года житель Еревана забросал яйцами британского певца Элтона Джона во время его визита в Армению. Два из трех, брошенных в Элтона Джона яйца, достигли цели. Позже подозреваемый был освобожден полицией.
В августе 2018 года 9 ЛГБТ-активистов подверглись жестокому нападению толпы в частном доме в городе Шурнух, двое активистов отправились в больницу с серьёзными травмами. Это нападение получило широкое освещение в средствах массовой информации и было осуждено правозащитными группами и посольством США.. Позже нападавшие были освобождены полицией..
Согласно результатам исследования отношения к ЛГБТ среди сотрудников ключевых социальных сервисов степень отчуждённости социальных работников по отношению к ЛГБТ в Армении ниже средней, а медработников — выше средней: только 48 % медработников и 67 % соцработников, опрошенных в Армении, считали, что гомосексуальность приемлема в обществе..

### Активизм

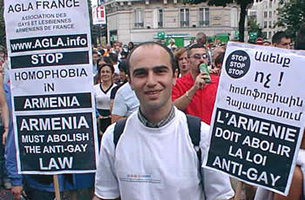
Французский армянин призывающий к отмене закона о гей-пропаганде в 2002 году

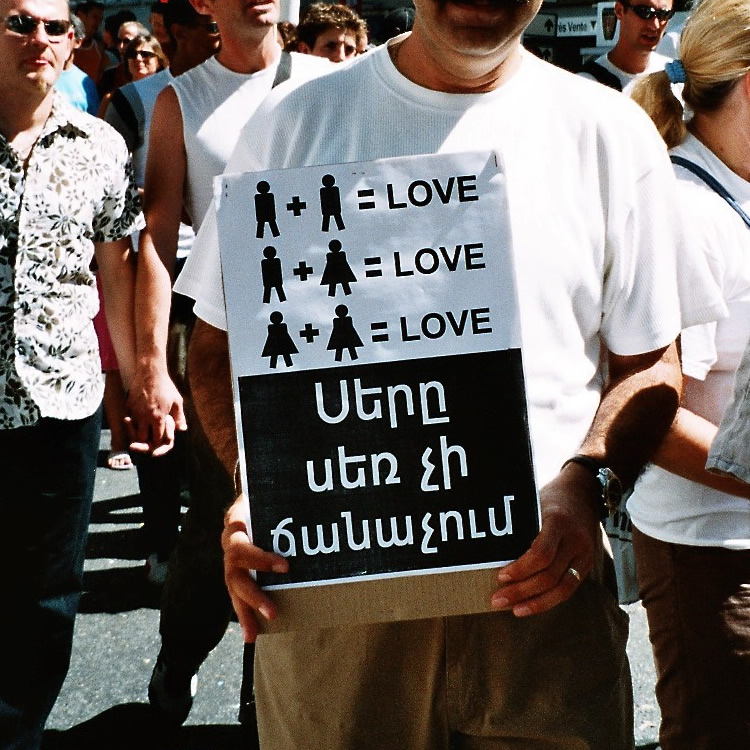
Армяне маршируют в 2004 Марсель — парад со знаком «любовь не имеет пола».

После отмены закона о борьбе с гомосексуализмом в Армении наблюдались некоторые спорадические признаки возникающего движения прав ЛГБТ. В октябре 2003 года группа из 15 ЛГБТ-людей собралась в Ереване для создания организации, которая изначально была названа GLAG (Gay and Lesbian Armenian Group). Но после нескольких встреч участники не смогли достичь своей цели.
В 1998 году была создана Армянская ассоциация геев и лесбиянок в Нью-Йорке для поддержки диаспоры ЛГБТ-армян.. Аналогичная группа была также создана во Франции.
В 2007 году появилась «Pink Armenia» (Розовая Армения), другая неправительственная организация, направленная на повышение осведомлённости общественности о профилактике ВИЧ и других инфекций, передающихся половым путем (ИППП), а также борьбу с дискриминацией по признаку сексуальной ориентации. РА проводит исследования о статусе ЛГБТ в Армении, работая с другими НПО по борьбе с гомофобией.
Другие ЛГБТ-группы включают армянское общество геев и лесбиянок (GALAS), инициативу «Армянская Радуга» и организацию «Равноправная Армения», которая базируется в Лос-Анджелесе..

### Свобода слова и выражения
В 2013 году армянская полиция предложила законопроект, запрещающий «нетрадиционные сексуальные отношения» и «пропаганду» ЛГБТ для молодежи в законе, аналогичном российскому закону о борьбе с гомосексуализмом.. Ашот Агаронян, представитель полиции, заявил, что законопроект был предложен из-за опасений общественности распространения гомосексуализма. Тем не менее, НПО, в том числе Pink Armenia, заявили, что это была попытка отвлечь общественность от различных социально-политических вопросов внутри страны. В конечном счёте законопроект не прошёл.
В ноябре 2018 года, христианской ЛГБТ-группе пришлось отменить несколько запланированных форумов и мероприятий из-за постоянных угроз и организованного запугивания со стороны политических и религиозных лидеров, а также отсутствия достаточной готовности полиции защитить их..
В апреле 2019 года в парламенте Армении выступила транс-женщина Лилит Мартиросян, которая подняла вопросы дискриминации, насилия в отношение ЛГБТ-лиц. Но выступление оказалось неприемлемым для некоторых депутатов, после чего она была вынуждена покинуть парламент. На следующий день сотни людей вышли с протестом к зданию парламента, требуя освятить зал и окурить ладаном трибуну, на которой она выступала. Один протестующий, размахивая ножом перед камерами, заявил, что будет использовать его против транс-людей.
В адрес Мартиросян стали поступать угрозы. Недовольство выражали как простые жители страны, так и депутаты. Она сообщила, что ей угрожали смертью, поэтому она старается не выходить из дома. В феврале 2020 года в парламенте Армении провели «ритуал» против «скверны трансгендера». «Поскольку трибуна парламента осквернена, я буду воскуривать ладан, чтобы очистить ее от всей скверны, которую принес с собою сюда трансгендер», — заявила экс-представитель совета старейшин Сона Агекян.

### Инцидент газеты Иравунк
17 мая 2014 года газета «Иравунк» опубликовала статью со списком десятков аккаунтов в Facebook армянских ЛГБТ-сообществ, назвав их «зомби» и обвинив в том, что они служат интересам международного гомосексуального лобби.. Судьи Апелляционного суда установили, что эта статья никого не обидела, и обязали истцов выплатить газете и её редактору Ованнесу Галаджяну компенсацию в размере 50 000 драмов.. Многие в этом видят отдаление Армении от Европейского союза, поскольку она проголосовала за вступление в Евразийский экономический союз. Это событие было расценено как крайне обескураживающее для движения «За права ЛГБТ в Армении».

## Доклады по правам человека

### Доклад Государственного департамента США 2017 года
В 2017 году Госдепартамент США сообщил следующее относительно статуса прав ЛГБТ в Армении:
- «Наиболее значимые вопросы прав человека были: пытки; суровые и угрожающие жизни условия содержания в тюрьмах; произвольные аресты и задержания; отсутствие независимой судебной власти; неспособность обеспечить справедливое судебное разбирательство; акты насилия против журналистов; вмешательство в свободу СМИ, используя государственные юридические полномочия—штрафы за критический контент; физическое притеснение со стороны сил безопасности свободы собраний; ограничения на участие в политической жизни; системная коррупция в правительстве; неспособность защитить лесбиянок, геев, бисексуалов, трансгендеров, а также интерсекс-людей (ЛГБТИ) от насилия; и наихудшие формы детского труда, к которым правительство приложило минимальное количество усилий для ликвидации».
- Условия тюремного заключения и содержания под стражей «PMG отметил, что гомосексуалисты, и заключённые ассоциированные с ними, осуждённые за такие преступления, как изнасилование, были отделены от других заключенных и вынуждены выполнять унизительную работу и оказывать сексуальные услуги».
- Академическая свобода и культурные события «В июле организаторы Международного кинофестиваля Золотой абрикос отменили показ двух фильмов ЛГБТИ-тематики после негативной реакции общественности (см. Раздел 6 Акты насилия, дискриминации и другие правонарушения на основе сексуальной ориентации и гендерной идентичности)»[23].
- Акты насилия, дискриминации и другие правонарушения на основе сексуальной ориентации и гендерной идентичности
«Антидискриминационные законы не распространяются на сексуальную ориентацию или гендерную идентичность. Не существовало законов о преступлениях на почве ненависти или других уголовных судебных механизмов для оказания помощи в судебном преследовании за преступления против членов ЛГБТИ-сообщества. Дискриминация в обществе по признаку сексуальной ориентации и гендерной идентичности негативно сказывается на всех аспектах жизни, включая занятость, жильё, семейные отношения, доступ к образованию и здравоохранению. Трансгендерные лица особенно уязвимы перед физическим и психологическим насилием и притеснением.
 В течение года НПО „Общественная информация и потребность в знаниях“ (Public Information and Need of Knowledge (PINK Armenia)) задокументировала 27 случаев предполагаемых нарушений прав человека в отношении ЛГБТИ, но только четыре жертвы обратились за помощью в офис омбудсмена и ни один в правоохранительные органы.
 23 августа, согласно сообщениям СМИ, от 30 до 35 мужчин, предположительно во главе с сотрудником муниципалитета, напали на группу трансгендерных секс-работников в парке возле офиса муниципалитета. Полиция остановила нападение и начала уголовное расследование инцидента. Адвокаты из НПО „Новое Поколение“, которые представляли трансгендерных лиц и секс-работников, утверждали, что такие групповые нападения происходили не реже одного раза в месяц, а индивидуальные нападения происходили почти ежедневно. В большинстве случаев полиция неэффективно предотвращает такие случаи или задерживает виновных.
 25 мая PINK Armenia разместила в центре Еревана три баннера социальной рекламы ЛГБТИ-тематики. 27 мая рекламная компания сорвала их после крайне негативной реакции общественности. Вскоре после того, как плакаты были сняты, чиновник из муниципалитета Еревана объявил на своей странице в Facebook, что три баннера, пропагандирующие толерантность, были размещены незаконно и без разрешения мэрии. По словам PINK Armenia, баннеры не содержали запрещённых законом материалов, установка была произведена в соответствии с существующей практикой, а мэрия Еревана нарушила свободу выражения НПО. После удаления плакатов анти-ЛГБТИ группы начали кибератаки на сайт PINK Armenia. Физический адрес PINK Armenia был опубликован в Facebook с сообщением, поощряющим нападения на организацию. 9 июля Международный кинофестиваль Золотой абрикос открылся на фоне разногласий по поводу отмены организаторами показа нескольких неконкурсных фильмов, в том числе двух на ЛГБТИ-тематику. Союз кинематографистов — один из партнёров фестиваля потребовал, чтобы оба фильма были сняты из программы. В ответ организаторы фестиваля отменили показ всех фильмов неконкурсной категории непосредственно перед открытием фестиваля. Согласно оценке, проведенной НПО „Новое Поколение“ в 2016 году, трансгендерные лица, желающие пройти процедуру по смене пола, столкнулись с медицинскими и другими проблемами, связанными с введением гормонов без медицинского наблюдения, подпольными операциями, а также проблемами получения документов, отражающих изменение гендерной идентичности.
 4 июля НПО „Правая Сторона“, которая специализируется на трансгендерном населении, сообщила, что местный муниципальный служащий пришёл к ним, чтобы преследовать и напасть на президента организации. В сентябре президент НПО сообщил, что арендодатель организации решил не продлевать аренду.
 Открытые геи освобождаются от военной службы. Однако, требуется медицинское заключение, основанное на психологическом обследовании, свидетельствующем о наличии у лица психического расстройства; эта информация фигурирует в документах, удостоверяющих личность данного лица, и является препятствием для трудоустройства и получения водительских прав. По сообщениям, геи, служившие в армии, подвергались физическому и психологическому насилию, а также шантажу».
- Социальная стигма в отношении ВИЧ и СПИДа 
«По мнению правозащитных групп, лица, считающиеся уязвимыми перед ВИЧ / СПИДом, такие, как секс-работники (включая трансгендерных секс-работников) и наркоманы, сталкиваются с дискриминацией и насилием со стороны общества, а также с жестоким обращением со стороны полиции».
- Дискриминация в области трудоустройства и профессии
«Не существовало эффективных правовых механизмов для осуществления этих положений, а дискриминация в сфере трудоустройства и профессии происходила по признаку пола, возраста, наличия инвалидности, сексуальной ориентации, ВИЧ / СПИДа и религии, даже несмотря на отсутствие официальных или иных статистических данных, учитывающих масштабы такой дискриминации».

## Сводная таблица
| Легальность однополых сексуальных отношений                                                                  | (С 2003 года)                                           |
| Равный возраст согласия                                                                                      | (С 2003 года)                                           |
| Антидискриминационные законы в сфере трудоустройства                                                         | No                                                      |
| Антидискриминационные законы в сфере предоставления товаров и услуг                                          | No                                                      |
| Антидискриминационные законы во всех других областях (включая косвенную дискриминацию, разжигание ненависти) | No                                                      |
| Однополый брак                                                                                               | (Конституционный запрет на однополые браки с 2015 года) |
| Усыновление ребёнка однополыми парами                                                                        | No                                                      |
| Совместное усыновление однополыми парами                                                                     | No                                                      |
| ЛГБТ-людям разрешено открыто служить в армии                                                                 | (С 2004 года)                                           |
| Право на изменение юридического пола                                                                         | (ст. 70 Закона об Актах гражданского состояния)         |
| Доступ к ЭКО для лесбиянок                                                                                   | No                                                      |
| Коммерческое суррогатное материнство для гомосексуальных пар                                                 | No                                                      |
| МСМ разрешено сдавать кровь                                                                                  | (С 2023 года)                                           |
| Защита ЛГБТК+ людей живущих в парах от домашнего насилия                                                     | (С 2024 года)                                           |